# Robert Małecki

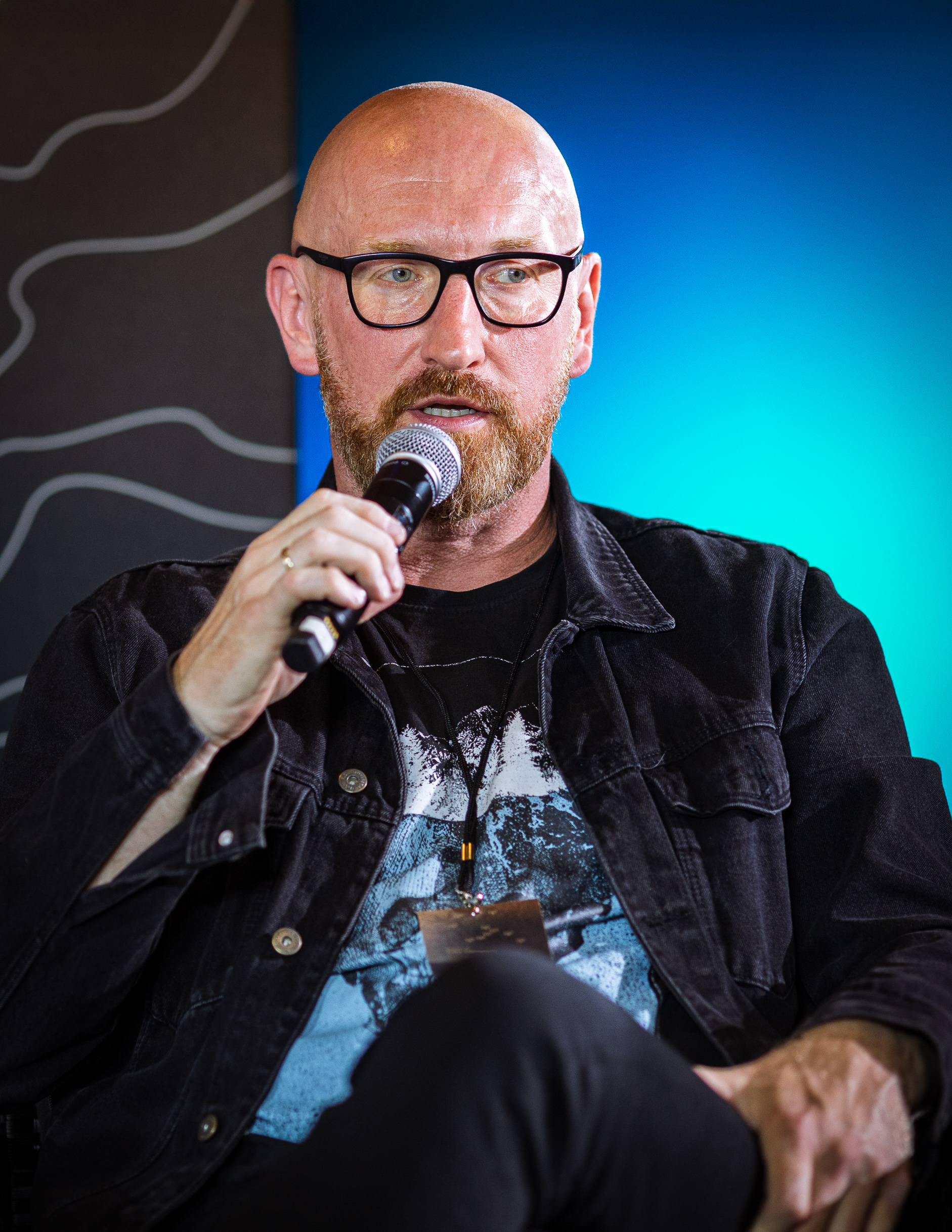
Robert Małecki, 2025

Robert Małecki (* 1977 in Toruń) ist ein polnischer Schriftsteller und Journalist. Beginnend mit dem Debütroman Najgorsze dopiero nadejdzie (2016) veröffentlichte er eine in seiner Heimatstadt Toruń spielende Kriminaltrilogie, wobei der Journalist Marek Bener die Aufklärung übernimmt. Danach folgte eine bisher zweiteilige Krimireihe um den Kommissar Bernard Gross. Für deren ersten Band „Skaza“ erhielt Małecki 2019 den Preis Wielki Kaliber, die höchste polnische Auszeichnung für Kriminalliteratur. Im Jahr 2020 wurde er für „Wada“ mit dem Publikumspreis ausgezeichnet.

## Biografie
Małecki studierte Politikwissenschaft und Philosophie an den Universitäten in Bydgoszcz und Toruń. Danach arbeitete er als Journalist und Redakteur für mehrere regionale Tageszeitungen. Aktuell ist er für die Stadtwerke in Toruń, sowie als Vorsitzender für die Stiftung „Kult Kultury“, tätig.

## Werke
- Najgorsze dopiero nadejdzie. Czwarta Strona – Grupa Wydawnictwa Poznańskiego, Poznań 2016, ISBN 978-83-7976-518-8.
- Porzuć swój strach. Czwarta Strona, Poznań 2017, ISBN 978-83-7976-728-1.
- Koszmary zasną ostatnie. Czwarta Strona, Poznań 2018, ISBN 978-83-7976-902-5.
- Skaza. Czwarta Strona, Poznań 2018, ISBN 978-83-7976-016-9.
- Wada. Czwarta Strona - Grupa Wydawnictwa Poznańskiego, Poznań 2019, ISBN 978-83-66278-52-3.
- Żałobnica. Czwarta Strona - Grupa Wydawnictwa Poznańskiego, Poznań 2020, ISBN 978-83-66553-23-1.